# Tomasz Jankowski (zm. przed 10 kwietnia 1655)
Tomasz Jankowski herbu Jastrzębiec (zm. przed 10 kwietnia 1655 roku) – sędzia ziemski bełski od 1649 roku, pisarz ziemski bełski w latach 1636-1649.
Poseł na sejm nadzwyczajny 1635 roku.